# Cephalochrysa chrysidiformis
Cephalochrysa chrysidiformis är en tvåvingeart som först beskrevs av Lindner 1937.  Cephalochrysa chrysidiformis ingår i släktet Cephalochrysa och familjen vapenflugor. Inga underarter finns listade i Catalogue of Life.